# Kabinett Lies
Das Kabinett Lies ist seit dem 20. Mai 2025 die 30. Niedersächsische Landesregierung unter der Leitung des Ministerpräsidenten Olaf Lies (SPD). Es führt die zuvor als Kabinett Weil III regierende rot-grüne Koalition nach dem Rücktritt Stephan Weils als Ministerpräsident fort.
Lies wurde in der Sitzung des Niedersächsischen Landtages am 20. Mai 2025 mit 80 von 143 Stimmen zum Ministerpräsidenten gewählt. Nachfolger von Lies als Wirtschaftsminister wurde infolgedessen Grant Hendrik Tonne. Das zuvor eigenständige Europaministerium wurde in die Staatskanzlei eingegliedert, Nachfolgerin von Wiebke Osigus wurde Melanie Walter. Die Zuständigkeit für Digitalisierung wechselte vom Wirtschafts- zum Innenministerium.

## Landesregierung
| Amt oder Ressort                                            | Bild                                                              | Amtsinhaber(in)     | Partei | Partei                | Staatssekretär(in)                                                | Partei | Partei                |
| ----------------------------------------------------------- | ----------------------------------------------------------------- | ------------------- | ------ | --------------------- | ----------------------------------------------------------------- | ------ | --------------------- |
| Ministerpräsident Staatskanzlei                             |                                                                   | Olaf Lies           |        | SPD                   | Frank Doods Chef der Staatskanzlei                                |        | SPD                   |
| Ministerpräsident Staatskanzlei                             | Veronika Dicke Bevollmächtigte des Landes Niedersachsen beim Bund | Olaf Lies           |        | SPD                   |                                                                   |        | SPD                   |
| Stellvertreterin des Ministerpräsidenten                    |                                                                   | Julia Hamburg       |        | Bündnis 90/Die Grünen |                                                                   |        |                       |
| Kultus                                                      | Marco Hartrich                                                    | Julia Hamburg       |        | Bündnis 90/Die Grünen | Bündnis 90/Die Grünen                                             |        |                       |
| Kultus                                                      | Andrea Hoops                                                      | Julia Hamburg       |        | Bündnis 90/Die Grünen | Bündnis 90/Die Grünen                                             |        |                       |
| Inneres, Sport und Digitalisierung                          |                                                                   | Daniela Behrens     |        | SPD                   | Stephan Manke                                                     |        | SPD                   |
| Wirtschaft, Verkehr und Bauen                               |                                                                   | Grant Hendrik Tonne |        | SPD                   | Matthias Wunderling-Weilbier                                      |        | SPD                   |
| Umwelt, Energie und Klimaschutz                             |                                                                   | Christian Meyer     |        | Bündnis 90/Die Grünen | Anka Dobslaw                                                      |        | Bündnis 90/Die Grünen |
| Finanzen                                                    | Gerald Heere, 2023                                                | Gerald Heere        |        | Bündnis 90/Die Grünen | Sabine Tegtmeyer-Dette                                            |        | Bündnis 90/Die Grünen |
| Justiz                                                      |                                                                   | Kathrin Wahlmann    |        | SPD                   | Thomas Smollich                                                   |        | SPD                   |
| Ernährung, Landwirtschaft und Verbraucherschutz             |                                                                   | Miriam Staudte      |        | Bündnis 90/Die Grünen | Michael Marahrens bis 30. Juni 2025 Frauke Patzke ab 1. Juli 2025 |        | Bündnis 90/Die Grünen |
| Wissenschaft und Kultur                                     |                                                                   | Falko Mohrs         |        | SPD                   | Joachim Schachtner                                                |        | SPD                   |
| Soziales, Arbeit, Gesundheit und Gleichstellung             |                                                                   | Andreas Philippi    |        | SPD                   | Christine Arbogast                                                |        | SPD                   |
| Europa und Regionale Landesentwicklung in der Staatskanzlei |                                                                   | Melanie Walter      |        | SPD                   |                                                                   |        |                       |